# Золото Флинна
«Золото Флинна» (англ. In Like Flynn) ― австралийский биографический фильм 2018 года о жизни актёра Эррола Флинна. Прежде чем достичь славы, Флинн был предприимчивым австралийцем, который играл в азартные игры и исследовал глубинку, прежде чем отправиться в Папуа ― Новую Гвинею.

## Сюжет
После получения карты мертвого золотоискателя Эррол Флинн верит, что она приведет его к золоту в Папуа — Новой Гвинее, и убеждает трех мужчин сопровождать его в путешествии по восточному побережью Австралии. Они покидают Сидней на яхте «Сирокко», которую Флинн украл у китайских контрабандистов опиума. Во время своего путешествия Флинн и его команда сталкиваются с рядом проблем, в том числе с китайской командой, пытающейся перехватить их и вернуть яхту с опиумом, который они спрятали на борту.

## В ролях
- Томас Кокерел ― Эррол Флинн
- Кори Уильям Лардж ― Рекс
- Уильям Моусли ― Дук Адамс
- Клайв Стэнден ― Чарли
- Каллэн Мулвей ― Джонсон
- Дэвид Уэнем ― Кристиан
- Изабель Лукас ― Роуз
- Натали Келли ― Зака
- Грейс Хуанг ― Ахун
- Костас Мэндилор ― Вассиллис

## Производство
Съемки фильма начались на Голд-Кост в Квинсленде в мае 2017 года. Дополнительные съемки проходили в Маунт-Тамборин, Квинсленд. Уильям Моусли присоединился к актёрскому составу в ноябре 2016 года, сыграв персонажа Дука Адамса. В июне 2017 года Изабель Лукас присоединилась к актёрскому составу, сыграв роль Розы. В июле 2017 года к актёрскому составу присоединились Кори Лардж и Томас Коккерель.

## Выход
Фильм вышел в прокат в австралийских кинотеатрах 11 октября 2018 года. Позже он был выпущен по всему миру 25 января 2019 года.

## Приём
На сайте Rotten Tomatoes фильм получил рейтинг одобрения 48 %, основанный на отзывах 21 критика.